# Pablo Sarabia
Pablo Sarabia García (Madrid, 11 de maio de 1992) é um futebolista espanhol que atua como ponta ou meia ofensivo. Atualmente está no Al-Arabi do Qatar.

## Carreira
Sarabia foi revelado pelo Real Madrid Castilla, por onde atuou até 2009.
No dia 2 de julho de 2019, foi anunciado como novo reforço do Paris Saint-Germain. O jogador assinou contrato por cinco temporadas, e segundo informações da imprensa europeia, os valores da negociação ultrapassariam 20 milhões de euros.
Teve boa atuação no dia 26 de novembro, pela Liga dos Campeões, contra o Real Madrid, no Estádio Santiago Bernabéu. Após o PSG estar perdendo por 2 a 0, diminuiu com Mbappé e empatou com um golaço de Sarabia.
Em 31 de agosto de 2021, foi emprestado pelo Paris Saint-Germain ao Sporting até o final da temporada e sem opção de compra. Sua camisa será a 17.
Em 2025 deixou o Wolverhampton, e acertou sua ida ao mundo árabe pelo Al-Arabi.

## Títulos
Paris Saint-Germain
- Supercopa da França: 2019, 2020, 2022
- Campeonato Francês: 2019–20
- Copa da Liga Francesa: 2019–20
- Copa da França: 2019–20, 2020–21

Sporting CP
- Taça da Liga de Portugal: 2021–22

Espanha
- Campeonato Europeu Sub-19: 2011
- Campeonato Europeu Sub-21: 2013